# Abus sexuel sur mineur au Royaume-Uni

Affiche des services de police des Midlands de l'Ouest, mettant en garde les mineurs contre les risques de rencontrer des abuseurs sexuels sur Internet.

Les abus sexuels sur mineur au Royaume-Uni ont alerté les travailleurs sociaux comme un danger physique et moral à partir dans la première moitié du XXe siècle. Selon les statistiques actuelles, dans environ 90 % des cas, l'agresseur est une personne connue de l'enfant. Environ 23 000 cas ont été identifiés entre 2012 et 2013, ces chiffres excluant les 16 et 17 ans. Il est estimé que de nombreux cas d'abus ne sont pas signalés.
Ces dernières années, des cas très médiatisés ont impliqué des artistes populaires, des politiciens, du personnel militaire et d'autres fonctionnaires. En 2012, les nombreux crimes de la célébrité Jimmy Savile (mort en 2011) commis pendant les six dernières décennies avant sa mort ont été découverts et rendus publics. Parallèlement, d'autres incidents majeurs ont été enregistrés dans un certain nombre d'écoles, d'hôpitaux et de maisons de soins. De même, les activités de réseaux organisés d'agressions ou de trafic sexuel ont été mises au jour à Aylesbury, Banbury, Derby, Halifax, Keighley, Newcastle, Oxford, Plymouth, Rotherham, Rochdale, Telford et ailleurs.
Des enquêtes subséquentes, y compris celles de l'opération Yewtree, ont mené à la condamnation de plusieurs « grands noms » dans les médias, à des accusations portées contre des politiciens éminents (la plupart décédés) et à la conduite d'une enquête publique visant à établir ce qui était connu des responsables des institutions où des abus ont eu lieu. En juillet 2014, la ministre britannique de l'Intérieur, Theresa May, a annoncé une enquête indépendante sur les abus sexuels d'enfants afin d'examiner comment les institutions du pays s'étaient acquittées de leur devoir de protection des enfants contre les abus sexuels. L'enquête a d'abord pris la forme d'une commission (panel), mais à la suite de vives critiques, une enquête publique (Statutory Inquiry) a été constituée à partir de 2015, ce qui lui a conféré des pouvoirs bien plus étendus, lui permettant notamment d'obliger les témoins à déposer sous serment.

## Aperçu statistique
Il est estimé que de nombreux cas d'abus ne sont pas signalés et qu'une victime sur trois n'en parle jamais.
Entre avril 2012 et mars 2013, selon la Société nationale pour la prévention des sévices à enfant (en), association caritative spécialisée dans la protection de l'enfance, 18 915 crimes sexuels ayant pour victimes des enfants âgés de moins de 16 ans (dont 5 547 de moins de 11 ans) — la majorité sexuelle est de 16 ans au Royaume-Uni — ont été enregistrés par la police en Angleterre et au pays de Galles. Ils représentent 35 % du total des crimes sexuels enregistrés durant la même période. Plus de 90 % des enfants victimes d'abus sexuels connaissent leur(s) agresseur(s). 5 156 filles et 1 138 garçons ont subi un viol (les viols sur enfants représentent 39 % du total des viols).
Au 1er avril 2012, toutes victimes confondues (adultes et enfants), 40 345 individus étaient classés agresseurs sexuels. De 60 à 70 % des agresseurs ciblent spécifiquement des filles, 20 à 33 % uniquement des garçons. Une enquête nationale,, publiée par le bureau du Commissaire à l'enfance (en) (OCC), un organisme national fondé à la suite d'une initiative du Parlement du Royaume-Uni en 2004, a établi, qu'au cours d'une période de 14 mois, allant de 2010 à 2011, 2 409 cas d'abus sexuels sur mineurs ont été le fait de gangs ou des groupes d'hommes,, et que 16 500 jeunes affichaient des signes d'abus sexuels. Comparés aux agresseurs solitaires, ceux qui opèrent à plusieurs sont plus fréquemment des adolescents ou des jeunes adultes agissant en bande. Parmi ces derniers, 155 jeunes ont été identifiés comme étant aussi des victimes.
Dans un rapport publié en 2013, le Centre contre l'exploitation et pour la protection en ligne des enfants (CEOP), une agence publique faisant partie de l'Agence nationale de lutte contre la criminalité, expose les résultats d'une enquête portant sur les agressions sexuelles d'enfants commises en 2012, et impliquant des adultes non liés aux proches des victimes. Sur la base de données recueillies auprès des services de police d'Angleterre et du pays de Galles, le CEOP recense 2 120 agresseurs adultes agissant seuls, et 65 groupes d'adultes. Parmi ces derniers, le CEOP distingue deux types de groupes. Le « type 1 » vise des adolescents et jeunes adultes sur la base de leur vulnérabilité, plutôt que sur la base d'une préférence sexuelle spécifique pour les enfants. Ses membres ont ainsi peu tendance à considérer qu'ils ont un intérêt sexuel pour les enfants, et molestent des enfants en raison de leur vulnérabilité. Les groupes de « type 2 » sont définis comme étant motivés par la pédophilie, soit un intérêt sexuel de longue date pour les enfants. Ils ne ciblent pas les enfants simplement en raison de leur vulnérabilité, mais en raison de leur qualité d'enfant. Les groupes de « type 1 » ont tendance à être plus grands que ceux de « type 2 », qui ont tendance à agir à deux. Parmi les 65 groupes d'agresseurs identifiés, 57 groupes d'agresseurs sont du « type 1 », 7 groupes sont du « type 2 », et un est un gang[pas clair]. Parmi les groupes de « type 1 », 67 % sont constitués d'au plus quatre membres et 77 % sont composés d'hommes âgés au plus de 30 ans (24 % ont moins de 20 ans). Parmi les 52 groupes pour lesquels l'appartenance ethnique est déclarée, 75 % du total des adultes appartenant aux groupes de « type 1 » sont des Asiatiques (en) (50 % — 26 groupes — des groupes de « type 1 » ne rassemblant que des Asiatiques), et 100 % de ceux classés « type 2 » sont des Blancs (en),. Des groupes ethniques identifiés au Royaume-Uni par le bureau de la Statistique Nationale, les Blancs représentaient en 2011 86 % (42,8 millions de personnes) de la population totale d'Angleterre et du pays de Galles, et les Asiatiques 7,5 % (4,2 millions de personnes). Le CEOP note qu'il ne considère pas ces données comme donnant un aperçu global de l'agression et de l'exploitation sexuelles par des groupes au Royaume-Uni, et qu'il ne faut donc pas en tirer trop de conclusions.
Lors d'un sommet en 2015 convoqué à la suite des scandales des gangs pédophiles de Rotherham et d'Oxford, le premier ministre David Cameron déclare que « les enfants au Royaume-Uni ont souffert d'abus sexuels à une échelle industrielle », que « les autorités n'ont pas réussi à s'attaquer au problème » et que dorénavant la « police accordera la priorité à combattre l'exploitation sexuelle en tant que menace nationale ».
Une enquête nationale globale sur les maltraitances envers les enfants britanniques, rendue publique en 2022, rapporte qu’au Royaume-Uni, une fille sur six et un garçon sur 20 sont victimes d’abus sexuels avant l’âge de 16 ans.

## Affaires notables
- Scandale d'abus sexuels dans le football au Royaume-Uni : le scandale a commencé en novembre 2016 lorsque d'anciens footballeurs professionnels ont renoncé à leur droit à l'anonymat et ont parlé publiquement des abus commis par d'anciens entraîneurs de football dans les années 1970, 1980 et 1990. Les allégations initiales étaient centrées sur Crewe Alexandra et Manchester City ;
- Affaire de pédocriminalité en Galles du nord : scandale ayant entraîné une enquête dans les coûts s'élèvent à 13 millions de livres sur les abus de maltraitance et sexuels d'enfants dans les foyers de soins dans les comtés de Clwyd et Gwynedd, au nord du Pays de Galles, y compris la maison d'enfants Bryn Estyn à Wrexham, entre 1974 et 1990 ;
- Scandale d'abus sexuels d'enfants par Jimmy Savile : Voir aussi l'opération Yewtree (en), l'enquête policière sur les abus de Savile et d'autres ainsi que le scandale des abus sexuels de la BBC (en) ;
- Scandale d'abus sexuels d'enfants de Kincora Boys'Home : le scandale a été porté à la connaissance du public le 24 janvier 1980, à la suite d'un reportage paru dans le Irish Independent intitulé « Sex Racket at Children's Home » ;
- Scandale d'abus sexuels d'enfants de Plymouth : réseau pédophile impliquant au moins cinq adultes de différentes parties de l'Angleterre ;
- Scandale d'abus sexuels d'enfants d'Elm Guest House : centre signalé d'abus et de trafic par des individus éminents dans les années 1970 et 1980. Voir aussi le dossier pédophile de Westminster ;
- Scandale d'abus sexuels d'enfants de la maison de soins de Nottingham[23] ;
- Scandale d'abus sexuels d'enfants de la maison d'enfants de Manchester[24] ;
- Scandale d'abus sexuels d'enfants de la maison d'enfants d'Islington[25] ;
- Affaire de l'orphelinat de Jersey.

### Abus commis par des bandes organisées
Pendant plusieurs décennies, des milliers de jeunes adolescentes sont violées et exploitées sexuellement, dans plusieurs villes du Nord de l’Angleterre dont Rotherham, Oxford, Bradfort ou Rochdale. La majorité des violeurs présumés, qui se comptent par centaines, est d’origine britanno-pakistanaise. Ces affaires, qui remontent pour la ville de Rotherham au début des années 1990, ne sont dévoilés au public qu’à partir du début des années 2010 avec le procès d’un réseau pédophile à Rochdale. 
- Affaire des viols collectifs de Rotherham[26] : exploitation généralisée d'enfants à Rotherham, South Yorkshire, Angleterre, entre 1997 et 2013, qui aurait impliqué au moins 1 400 enfants soumis à une exploitation sexuelle « effroyable » par des gangs d'hommes anglais majoritairement d'origine pakistanaise[27],[28] ;
- Affaire des viols collectifs de Rochdale[29],[30] : voir aussi Opération Doublet (en), une enquête menée par la police du Grand Manchester, 19 suspects condamnés, 47 victimes[31],[30] ;
- Affaire des viols collectifs de Derby : une centaine de victimes[32],[33],[34] et 9 accusés reconnus coupables de viols sur des mineurs de 12 à 18 ans[35] ;
- Affaire des viols collectifs d'Oxford[36] : 373 enfants victimes et 7 suspects condamnés[36] ;
- Affaire des viols collectifs de Telford[37],[38] : depuis le début des années 1980, plus de 1 000 enfants, la plupart des jeunes filles blanches, ont été drogués, maltraités, violés et parfois tués. Il y aurait plus de 200 criminels impliqués ;
- Affaire des viols collectifs de Keighley[39],[40] : 12 violeurs condamnés et 2 victimes[40] ;
- Affaire des viols collectifs de Banbury[41] : 8 violeurs condamnés et 9 victimes[42],[43] ;
- Affaire des viols collectifs de Bristol[44] : 13 criminels sont condamnés, l'enquête se poursuit sur 49 autres suspects et 48 victimes ont été identifiées[44] ;
- Affaire des viols collectifs d'Aylesbury[45],[46],[47] : 6 criminels sont condamnés pour le viol de deux mineures[46] ;
- Affaire des viols collectifs d'Halifax[48] : une centaine de suspects dont 15 condamnés et deux victimes[48] ;
- Affaire des viols collectifs de Birmingham[49] : 6 criminels, une victime[49] ;
- Disparition de Charlene Downes : à la suite de la disparition non élucidée d'une jeune fille, une soixantaine d'autres victimes potentielles identifiées[50] ;
- Affaire des viols collectifs de Burnley[51] : 6 criminels sont jugés pour viols sur une victime ;
- Affaire des viols collectifs de Carlisle[52] : une victime a été violée tous les jours pendant des années par un nombre non indiqué de criminels connectés en partie à l'affaire des viols collectifs de Rochdale ;
- Affaire des viols collectifs de Dewsbury[53];
- Affaire des viols collectifs de Gateshead[37] ;
- Affaire des viols collectifs de Leeds[54],[55] : 29 criminels sont jugés pour des viols collectifs sur 18 victimes ;
- Affaire des viols collectifs de Middlesbrough[56] ;
- Affaire des viols collectifs de Newcastle[37],[57] : plus de 700 adolescentes et jeunes femmes ont été violées et contraintes à se prostituer par au moins 112 criminels ;
- Affaire des viols collectifs de Newcastle[58] : quatre hommes sont condamnés pour leurs actes sur une victime de treize ans.
- Affaire des viols collectifs de Peterborough[59],[60] 10 criminels sont condamnés, environ 5 victimes[59] ;
- Affaire des viols collectifs de Sheffield[61] : 5 criminels sont condamnés, plus de 50 suspects et une victime de 15 ans ;
- Affaire des viols collectifs de Sheffield[62]: 5 criminels sont condamnés, cinq autres suspectés, sur une victime de 13 ans.
- Affaire des viols collectifs de High Wycombe[63],[64] : 10 criminels sont jugés pour des viols collectifs répétés sur une victime de 11 ans ;
- Affaire des viols collectifs de Leicester[63] ;
- Affaire des viols collectifs de Huddersfield[65] : une cinquantaine de criminels sont condamnés et environ 25 victimes identifiées.
- Affaire des viols collectifs de Conventry[66] : 5 criminels sont condamnés pour des crimes commis sur 6 victimes.
- Affaire des viols collectifs de Nottingham[67] : 3 criminels condamnés pour des crimes commis sur trois victimes âgées de treize à quinze ans.
- Affaire des viols collectifs de Bradford : 9 criminels condamnés pour des crimes commis sur deux victimes agées de quatorze ans[68]

## Criminels notables
Ceci est une liste incomplète de personnalités britanniques notables qui ont été reconnues coupables d'abus sexuels sur des enfants. Cette liste n'inclut pas les personnes, telles que Jimmy Savile et Cyril Smith, qui ont été publiquement accusés d'abus après leur mort, mais n'ont jamais été poursuivis.
- Russell Bishop (1966 -) : pédophile et ravisseur d'enfants reconnu coupable. Arrêté et condamné la même année en 1990[69].
- Ronald Castree (1953 -) : a agressé sexuellement, enlevé, poignardé une fille de 11 ans. Castree a été emprisonné à vie avec une durée minimale d’emprisonnement de 32 ans[70].
- Max Clifford (1943 - 2017) : Grand publicitaire, reconnu coupable en mars 2014 de huit attentats à la pudeur sur quatre filles et femmes âgées de 14 à 19 ans[71] et condamné à huit ans de prison[72],[73].
- Sidney Cooke (1927 -) : Surnommé par The Guardian le « pédophile le plus notoire de Grande-Bretagne »[74].
- Chris Denning (1941 -) : Disc-Jockey britannique. Il a été emprisonné à plusieurs reprises, pour indécence en 1974 au Old Bailey, 18 mois en 1985, trois ans en 1988, trois mois en 1996, quatre ans dans une prison tchèque en 1998 et cinq ans en 2008. Denning considérait ces condamnations comme « injustes »[75].
- Gary Glitter (1944 -) : Considéré par certains comme le père du glam rock, Glitter est aussi l'un des délinquants sexuels en série les plus infâmes de l'industrie du divertissement britannique. Sa carrière s'est terminée en 1999 quand il a été emprisonné pendant quatre mois après avoir admis posséder une collection de 4 000 photographies d'enfants abusés[76]. En mars 2006, il a de nouveau été emprisonné, cette fois-ci au Vietnam et pendant près de trois ans, pour avoir abusé sexuellement de deux filles[77]. En 2012, il a été le premier à être arrêté dans le cadre de l'opération Yewtree, l'enquête lancée à la suite du scandale Jimmy Savile[78]. Cela a conduit à sa condamnation et à son emprisonnement au Royaume-Uni pour un total de 16 ans pour avoir abusé sexuellement de trois jeunes filles entre 1975 et 1980[79].
- Rolf Harris (1930 -) : Artiste australien basé en Angleterre. En 2013, Harris a été arrêté dans le cadre de l'opération Yewtree et inculpé de douze chefs d'accusation d'attentat à la pudeur et de quatre chefs d'accusation pour avoir fait des images indécentes d'un enfant. Le 30 juin 2014, Harris a été reconnu coupable des douze chefs d'accusation d'attentat à la pudeur et a été condamné le 4 juillet 2014 à cinq ans et neuf mois de prison pour un minimum de deux ans et dix mois[80],[81].
- Stuart Hall (1929 -) - présentateur de radio et de télévision dans le nord-ouest de l'Angleterre et à l'échelle nationale, qui a présenté It's a Knockout et Jeux sans frontières et a ensuite commenté des matchs de football pour la BBC. Il a plaidé coupable en avril 2013 pour l'agression de 13 filles âgées de 9 à 17 ans entre 1967 et 1986[82] et a été condamné à 30 mois d'emprisonnement[83]. En 2014, il a été reconnu coupable de deux autres chefs d'accusation et condamné à 30 mois de prison supplémentaires[84].
- Antoni Imiela (1954 -) : Condamné en mars 2012, il purge douze ans de prison[85].
- Jonathan King (1944 -) : Auteur-compositeur-interprète anglais, homme d'affaires. Il a été reconnu coupable et emprisonné en 2001 pour abus sexuels sur des garçons dans les années 1980[86]. Par la suite, King a vu son appel rejeté, à la fois pour le verdict de condamnation et pour la peine[87], a été libéré sous condition en 2005 et continue de soutenir qu'il a été condamné à tort[88].
- William Mayne (1928 - 2010) : Auteur de plus de 130 livres. En 2004, il a été emprisonné pendant deux ans et demi pour agressions sexuelles sur onze petites filles[89].
- Gene Morrison (1958 -) : En septembre 2009, reconnu coupable de 13 infractions sexuelles contre des enfants, il a été emprisonné pendant cinq ans[90].
- Charles Napier (1947 -) : Le 23 décembre 2014, il est reconnu coupable d'avoir appâté et agressé sexuellement 21 victimes dans une école où il travaillait. Était également trésorier de l'échange d'information sur les pédophiles (PIE)[91].
- Graham Ovenden (1943 -) : Artiste connu. En avril 2013, reconnu coupable d'abus sexuels sur des enfants, emprisonné pour deux ans en octobre 2013[92].
- Geoffrey Prime (1938 -) : Ancien espion britannique, reconnu coupable d'abus sexuel d'enfant, au cours des années 1980[93].
- Peter Righton (1926 - 2007) : Membre fondateur du Paedophile Information Exchange. Reconnu coupable en 1992 de possession de pornographie infantile obscène. Mentionné dans la question parlementaire 2012 du député Tom Watson à David Cameron[94].
- Fred Talbot (1949 -) : Ancien présentateur de télévision, surtout connu pour son rôle de météorologue sur le programme This Morning de ITV. En 2015, il a été condamné à cinq ans de prison, après avoir été reconnu coupable d'attentat à la pudeur contre deux garçons adolescents à la Altrincham Grammar School for Boys, où il avait enseigné dans les années 1970.
- Ray Teret (1941 -) : Ancien Radio Caroline DJ et ami de Jimmy Savile, il a été reconnu coupable en 2014 de sept chefs d'accusation de viol et de onze chefs d'attentat à la pudeur dans les années 1960 et 1970 contre des fillettes de 12 ans[95].
- Tony et Julie Wadsworth : Personnalités de la BBC, ils ont été reconnus coupables en 2017 d'attentat à la pudeur contre des jeunes garçons dans les années 1990[96].
- Ian Watkins (1977 -) : Membre fondateur et chanteur du groupe de rock Lostprophets[97]. En novembre 2013, Watkins a plaidé coupable pour treize chefs d'accusation, parmi lesquelles des viols et des tentatives de viol d'enfants[98].

## Débats et études après les révélations sur les bandes organisées
Du début des années 1980 au début des années 2010, dans des villes d'Angleterre, plus de 4 000 enfants ont été abusés sexuellement, parfois torturés, parfois prostitués, parfois assassinés, par des bandes organisées ou par des groupes informels d'hommes,. En 2011, une première série d'agressions sexuelles est rendue publique par la presse. Des enquêtes, conduites par des associations caritatives, puis le gouvernement britannique, ont permis d'éclaircir les faits, soulignant notamment l'incurie des services sociaux et de la police locale, et de prendre des mesures appropriées pour assurer la protection des enfants,. Dans certains cas, l'exploitation de mineurs durait depuis plus de 15 ans. L'appartenance ethnique et les origines culturelles des victimes, et, surtout, celles des criminels, ont focalisé l'attention des médias et de l'opinion publique dans tout le pays,,.
La révélation de ces abus a provoqué de nombreux et vifs débats. En effet, selon les articles de presse de l'époque, les victimes étaient pour la grande majorité des mineures blanches issues de la classe ouvrière, provenant de foyers pour enfants et les criminels étaient en général musulmans, la plupart originaire du Pakistan ou d'Afrique,,. Au cours d'un des jugements, un membre d'un gang ayant traité les victimes de « déchets blancs » qui n'étaient « bons que pour une chose ». Différentes personnalités notamment du monde politique ont souligné le caractère raciste antiblanc des crimes commis,,,,. Parmi ces personnalités figuraient notamment des représentants des communautés musulmanes et du sous-continent indien,. Pour d'autres commentateurs, les crimes commis par des immigrés, sur lesquels les médias britanniques ont mis l'accent, ne représentent qu'un aspect d'une réalité plus vaste,,,.
Dans son enquête de 2011, le bureau du Commissaire à l'enfance (OCC) souligne que 28 % des 2 409 victimes d'abus sexuels commis par des groupes ou des gangs qu'il recense sont des Noirs ou appartiennent à d'autres minorités ethniques (ces populations représentent 24 % de la population britannique),. Il précise que « la vaste majorité des victimes identifiées sont de sexe féminin ». Il ajoute que les victimes sont de toutes les orientations sexuelles, parfois des handicapés, et insiste sur le fait que « la caractéristique commune à toutes les victimes est leur vulnérabilité »,. D'autre part, l'OCC indique sur son site internet que, selon la police et les autorités locales, 50 000 cas d'abus sexuels de tous types ont été enregistrés sur la période 2014-2015, et que le nombre total estimé des victimes serait d'au moins 450 000, ce qui signifie que seul un enfant sexuellement violenté sur huit est secouru.
Différentes sources ont montré que les crimes ont longtemps été délibérément ignorés par les autorités qui craignaient que les allégations puissent enflammer les tensions ethniques ou d'être qualifiées de racistes,,,. Les instances de la communauté musulmane du Royaume-Uni, imitées en cela par les partis de gauche, ont tardé à réagir à ce sujet, et nié la réalité de certaines affaires en accusant l'extrême droite de propagande. L'Office of the Children’s Commissioner a été critiqué et accusé de cécité délibérée vis-à-vis des aspects racistes de la criminalité des gangs. Les rapports de l'OCC sur l'exploitation sexuelle des enfants couvrent de nombreuses catégories d'exploitation sexuelles dont les réseaux de pédophiles en ligne, les violences inter-écoliers et les gangs sexuellement violents où ils sont tous regroupés et non distingués. Le gouvernement britannique a été accusé, notamment par les communautés sikh et hindoue, d'utiliser le terme asiatique pour brouiller la responsabilité de certains groupes ethniques.
Une étude, menée fin 2017 par des chercheurs du groupe de réflexion anti-extrémisme Quilliam, a analysé les abus collectifs et a conclu : « ...84 %, étaient des hommes originaire du sous-continent indien. Seulement 22 étaient noirs et 18 étaient blancs [...] Les résultats sont en contraste frappant avec le fait que les asiatiques représentent seulement 7 % de la population du Royaume-Uni [...] De toutes les victimes, seulement trois n'étaient pas des adolescentes blanches ». Les auteurs constatent que « des hommes musulmans pakistanais britanniques ciblent des femmes blanches avec des boissons et de la drogue avant de les violer et de les abuser sexuellement » et « appellent les autorités à agir sans craintes d'être accusées de racisme » et « les encouragent à aider l'intégration des britanniques d'origine pakistanaise dans la société britannique moderne ».
Un nouveau témoignage révélé en mars 2018 dans The Independent souligne l'aspect religieux voire terroriste des abus menés par les gangs. Les membres des gangs croient fermement que les crimes qu'ils commettent sont justifiés par leurs croyances religieuses. Selon une rescapée des viols collectifs de Rotherham, son violeur citait des sourates du Coran lorsqu'il la battait. L'endoctrinement religieux serait une partie importante du processus d’enrôlement des jeunes violeurs dans les gangs. Pour Jess Phillips, députée du parti travailliste, généraliser le problème des abus sur mineurs est une « désinvolture politique ». Selon elle, il est nécessaire de comprendre la nature spécifique des gangs pédophiles proxénètes, les abus de « Telford ne sont pas la fin, c'est à peine le milieu ». En janvier 2025, The Telegraph  reproche à cette député sa décision de bloquer une enquête publique sur les gangs de pédophiles d’Oldham, les enfants victimes de viols se voyant refuser, selon le journal, « justice et protection par l’État pour préserver l’image d’une société multiculturelle prospère »
En février 2020, le gouvernement britannique refuse de publier des recherches officielles sur les caractéristiques des gangs organisés, affirmant que ce n'est pas dans « l'intérêt public ».

### Filmographie
- La mini-série dramatique Three Girls traite de cas d'abus sexuel sur mineur au Royaume-Uni.